# اس‌ام یوسی-۴۲
اس‌ام یوسی-۴۲ (به انگلیسی: SM UC-42) یک زیردریایی بود که طول آن ۱۶۲ فوت ۳ اینچ (۴۹٫۴۵ متر) بود. این زیردریایی در سال ۱۹۱۶ ساخته شد.